# كمك خدارحم (لوداب)
كمك خدارحم (بالفارسية: کمک خدارحم) هي قرية تقع في إيران في قسم لوداب الريفي. يقدر عدد سكانها بـ 24 نسمة بحسب إحصاء 2016.